# Amis de collège ou l'Affaire de la rue de Lourcine
Pour les articles homonymes, voir L'Affaire de la rue de Lourcine (homonymie).
Pour plus de détails, voir Fiche technique et Distribution.
Amis de collège ou l'Affaire de la rue de Lourcine (ou L'Affaire de la rue Lourcine)  est un film muet français d'un réalisateur inconnu, produit par la Société cinématographique des auteurs et gens de lettres (S.C.A.G.L), sorti en 1909.
Le scénario du film est une adaptation de la pièce L'Affaire de la rue de Lourcine, comédie en un acte d'Eugène Labiche, représentée pour la première fois à Paris sur la scène du Théâtre du Palais-Royal le 26 mars 1857.

## Fiche technique
- Titre : Amis de collège ou l'Affaire de la rue de Lourcine
- Titre alternatif : 	L'Affaire de la rue Lourcine
- Réalisation : inconnu
- Scénario : d'après la pièce L'Affaire de la rue de Lourcine d'Eugène Labiche
- Photographie :
- Montage :
- Société de production : Société cinématographique des auteurs et gens de lettres (S.C.A.G.L)
- Société de distribution : Pathé Frères
- Pays d'origine :  France
- Langue : français
- Métrage : 220 mètres
- Format : Noir et blanc — 35 mm — 1,33:1 — Muet
- Genre :  Comédie
- Durée : 7 minutes
- Dates de sortie : 
  -  France : 12 février 1909

## Distribution
- Paul Landrin
- Madeleine Guitty
- Bernard Jacquet